# CL Bay 13

Zeichnung zu CL Bay 13

Bei den bayerischen CL Bay 13 handelte es sich um Durchgangswagen für den Lokalbahnverkehr. Sie wurden im Wagenstandsverzeichnis der Königlich Bayerischen Staatseisenbahnen (K.Bay.Sts.B.) von 1913 unter der Blatt-Nr. 549 geführt.

## Entwicklung
Mit dem größer werdenden Streckennetz an Lokalbahnen einher ging der Bedarf an passenden Wagen für den lokalen Personen-Nahverkehr. Zwischen 1909 und 1929 wurden Wagen beschafft, die schon Merkmale der normalen Personenwagen für Vollbahnen aufwiesen. Im Unterschied zu anderen Lokalbahnwagen waren diese für den Militärtransport geeignet.

## Beschaffung
Insgesamt wurden in dem Zeitraum zwischen 1909 und 1929 411 Wagen in den Gattungen BL, BCL, CL, DL und PPostL beschafft. Diese hatten alle einen einheitlichen Grundriss, offene Endplattformen mit Dixi-Gittern an den Aufstiegen und nur durch Bügel gesicherte Personalübergänge. Statt den bis dato gebräuchlichen Verbundfenstern wurden große Scheiben eingebaut. Von den Wagen nach Blatt 549 wurden zwischen 1913 in einem Los von 10 Wagen bei MAN in Nürnberg für den Einsatz auf der elektrisch betriebenen Lokalbahn Garmisch-Partenkirchen nach Reutte/Tirol beschafft.

## Verbleib
Ein Wagen wurde bereits 1938 ausgemustert. Der Verbleib von vier Wagen konnte nach Kriegsende 1945 nicht mehr geklärt werden. Die übrigen fünf Wagen kamen noch zur Deutschen Bundesbahn, wo sie bis 1961 ausgemustert wurden.

## Konstruktive Merkmale

### Untergestell
Der Rahmen der Wagen war komplett aus Profileisen aufgebaut und genietet. Die äußeren Längsträger hatten U-Form mit nach außen gerichteten Flanschen. Die Querträger waren ebenfalls aus U-Profilen und nicht gekröpft. Als Zugeinrichtung hatten die Wagen Schraubenkupplungen nach VDEV. Die Zugstange war durchgehend und mittig gefedert. Als Stoßeinrichtung besaßen die Wagen geschlitzte Korbpuffer mit einer Einbaulänge von 650 Millimetern, die Pufferteller hatten einen Durchmesser von 370 Millimetern.

### Laufwerk
Die Wagen hatten genietete Fachwerkachshalter der Verbandsbauart. Gelagert waren die Achsen in Gleitachslagern. Die Tragfedern waren 1.800 mm lang und bestanden aus je 12 Blättern mit den Maßen 96 mm × 13 mm. Die Räder hatten Speichenradkörper der bayerischen Form 39. Wegen des langen Radstandes von 7.000 Millimetern kamen Vereinslenkachsen zum Einsatz.
Neben einer Handspindelbremse, welche sich auf einer der Plattformen am Wagenende befand, hatten die Wagen auch Druckluftbremsen des Systems Westinghouse.

### Wagenkasten
Der Rahmen des Wagenkastens bestand aus hölzernen Ständerwerk. Dies war außen mit Blechen und innen mit Holz verkleidet. Die Stöße der Bleche wurden durch Deckleisten abgedeckt. Das Dach war flach gerundet und ging direkt in die Seitenwand über. Es war über die offenen Endplattformen hinausgezogen. Die Wagen besaßen Auftritte in der Bauart der Vollbahnwagen und nicht mehr die klappbaren Lokalbahnauftritte. Einzelne Wagen erhielten um 1930 Metallfensterrahmen.

### Ausstattung
Der Wagentyp führte ausschließlich die 3. Klasse und hatte insgesamt 64 Sitzplätze und einen Abort. Klassentypisch bestanden die Sitze aus Holzlattenbänken. Für die beiden Endplattformen waren insgesamt 20 Stehplätze ausgewiesen.
Die Beleuchtung erfolgte durch Gasglühleuchten. Die Versorgungsbehälter für das Gas waren in Wagenlängsrichtung unter das Untergestell gehängt. Die Beheizung erfolgte über elektrische Schlauchheizkörper der Bauart Brockdorff-Witzenmann, mit ursprünglich  einer Heizleistung von 12 kW, bei einer Heizspannung von 300 V. Belüftet wurden die Wagen durch statische Dachlüfter sowie durch versenkbare Fenster.
Der Anstrich der Wagen erfolgte in Beige und Grün, den Farben der bayerischen elektrisch betriebenen Linien.

## Wagennummern
| Blatt-Nr. Herstelld.         | Blatt-Nr. Herstelld.         | Gattungszeichen je Epoche Wagennummern je Epoche (mit Direktionsangaben) | Gattungszeichen je Epoche Wagennummern je Epoche (mit Direktionsangaben) | Gattungszeichen je Epoche Wagennummern je Epoche (mit Direktionsangaben) | Gattungszeichen je Epoche Wagennummern je Epoche (mit Direktionsangaben) | Gattungszeichen je Epoche Wagennummern je Epoche (mit Direktionsangaben) | Gattungszeichen je Epoche Wagennummern je Epoche (mit Direktionsangaben) | Gattungszeichen je Epoche Wagennummern je Epoche (mit Direktionsangaben) | Gattungszeichen je Epoche Wagennummern je Epoche (mit Direktionsangaben) | Fahrwerk      | Fahrwerk | Fahrwerk                  | Fahrwerk                  | Fahrwerk                  | Ausstattung               | Ausstattung               | Ausstattung                          | Ausstattung                          | Ausstattung                          | Ausstattung                          | Ausstattung                          | Zusatzinfos |
| Bau- jahr                    | Her- steller                 | ab 1907                                                                  | ab 1913                                                                  | Rep. (1919)                                                              | DR (ab 1923)                                                             | DRG (ab 1930)                                                            | DRG (nach Umbau)                                                         | Ausge- mustert                                                           | letzt. Heimat-Bf.                                                        | Anz. Ach- sen | LüP      | Unt. Gest.                | LA.                       | Brem- sen                 | Bl.                       | Hz.                       | Art u.Anz. Abteile (Sitze je Klasse) | Art u.Anz. Abteile (Sitze je Klasse) | Art u.Anz. Abteile (Sitze je Klasse) | Art u.Anz. Abteile (Sitze je Klasse) | Art u.Anz. Abteile (Sitze je Klasse) | Bemerkung   |
| Blatt-Nr. aus WV von Gattung | Blatt-Nr. aus WV von Gattung | 1903                                                                     | 549 1913 CL                                                              |                                                                          | CL Bay 13                                                                | CL Bay 13                                                                |                                                                          |                                                                          |                                                                          |               | (mm)     | (siehe jeweilige Legende) | (siehe jeweilige Legende) | (siehe jeweilige Legende) | (siehe jeweilige Legende) | (siehe jeweilige Legende) | A                                    | 1.                                   | 2.                                   | 3.                                   | 4.                                   |             |
| ---------------------------- | ---------------------------- | ------------------------------------------------------------------------ | ------------------------------------------------------------------------ | ------------------------------------------------------------------------ | ------------------------------------------------------------------------ | ------------------------------------------------------------------------ | ------------------------------------------------------------------------ | ------------------------------------------------------------------------ | ------------------------------------------------------------------------ | ------------- | -------- | ------------------------- | ------------------------- | ------------------------- | ------------------------- | ------------------------- | ------------------------------------ | ------------------------------------ | ------------------------------------ | ------------------------------------ | ------------------------------------ | ----------- |
| 1913                         | MAN                          |                                                                          | 20 837 Mü                                                                |                                                                          | 9 131 Mü                                                                 | 9 930 Mü                                                                 |                                                                          | ??/1945                                                                  |                                                                          | 2             | 12.600   | E                         | V                         | Pl, Wsbr                  | Gg                        | E                         | 1                                    |                                      |                                      | 8 (62)                               |                                      |             |
| 1913                         | MAN                          |                                                                          | 20 838 Mü                                                                |                                                                          | 9 132 Mü                                                                 | 9 931 Mü                                                                 |                                                                          | 03/1958                                                                  | Basel Bad.Bf                                                             | 2             | 12.600   | E                         | V                         | Pl, Wsbr                  | Gg                        | E                         | 1                                    |                                      |                                      | 8 (62)                               |                                      |             |
| 1913                         | MAN                          |                                                                          | 20 839 Mü                                                                |                                                                          | 9 133 Mü                                                                 | 9 932 Mü                                                                 |                                                                          | 10/1960                                                                  | Garmisch                                                                 | 2             | 12.600   | E                         | V                         | Pl, Wsbr                  | Gg                        | E                         | 1                                    | ca. 1930 Metallfensterrahmen         |                                      | 8 (62)                               |                                      |             |
| 1913                         | MAN                          |                                                                          | 20 840 Mü                                                                |                                                                          | 9 134 Mü                                                                 | 9 933 Mü                                                                 |                                                                          | 01/1951                                                                  |                                                                          | 2             | 12.600   | E                         | V                         | Pl, Wsbr                  | Gg                        | E                         | 1                                    | Altschadwagen                        |                                      | 8 (62)                               |                                      |             |
| 1913                         | MAN                          |                                                                          | 20 841 Mü                                                                |                                                                          | 9 135 Mü                                                                 | 9 934 Mü                                                                 |                                                                          | xx/1938                                                                  |                                                                          | 2             | 12.600   | E                         | V                         | Pl, Wsbr                  | Gg                        | E                         | 1                                    |                                      |                                      | 8 (62)                               |                                      |             |
| 1913                         | MAN                          |                                                                          | 20 842 Mü                                                                |                                                                          | 9 136 Mü                                                                 | 9 935 Mü                                                                 |                                                                          | 10/1960                                                                  | Garmisch                                                                 | 2             | 12.600   | E                         | V                         | Pl, Wsbr                  | Gg                        | E                         | 1                                    | ca. 1930 Metallfensterrahmen         |                                      | 8 (62)                               |                                      |             |
| 1913                         | MAN                          |                                                                          | 20 843 Mü                                                                |                                                                          | 9 137 Mü                                                                 | 9 936 Mü                                                                 |                                                                          | 04/1961                                                                  | Rosenhm.                                                                 | 2             | 12.600   | E                         | V                         | Pl, Wsbr                  | Gg                        | E                         | 1                                    | ca. 1930 Metallfensterrahmen         |                                      | 8 (62)                               |                                      |             |
| 1913                         | MAN                          |                                                                          | 20 844 Mü                                                                |                                                                          | 9 138 Mü                                                                 | 9 937 Mü                                                                 |                                                                          | ??/1945                                                                  |                                                                          | 2             | 12.600   | E                         | V                         | Pl, Wsbr                  | Gg                        | E                         | 1                                    | Altschadwagen                        |                                      | 8 (62)                               |                                      |             |
| 1913                         | MAN                          |                                                                          | 20 845 Mü                                                                |                                                                          | 9 139 Mü                                                                 | 9 938 Mü                                                                 |                                                                          | ??/1945                                                                  |                                                                          | 2             | 12.600   | E                         | V                         | Pl, Wsbr                  | Gg                        | E                         | 1                                    |                                      |                                      | 8 (62)                               |                                      |             |
| 1913                         | MAN                          |                                                                          | 20 846 Mü                                                                |                                                                          | 9 140 Mü                                                                 | 9 939 Mü                                                                 |                                                                          | ??/1945                                                                  |                                                                          | 2             | 12.600   | E                         | V                         | Pl, Wsbr                  | Gg                        | E                         | 1                                    |                                      |                                      | 8 (62)                               |                                      |             |